# Albert-Schweitzer-Denkmal (Berlin-Gatow)

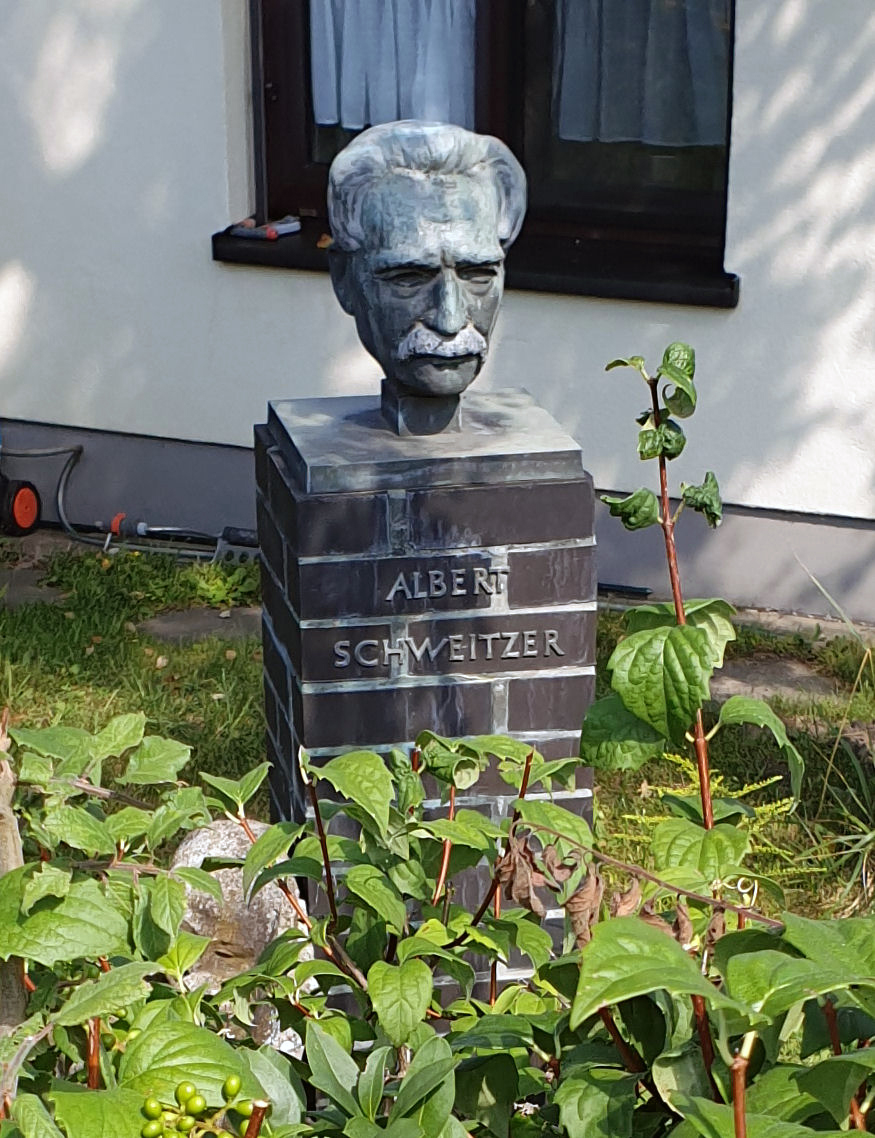
Albert-Schweitzer-Denkmal

Das Albert-Schweitzer-Denkmal in Berlin-Gatow wurde im Jahr 1964 errichtet. Es befindet sich in der Straße Weiter Blick 36 / Ecke Am Kinderdorf im Vorgarten des Kinderdorfes.

## Vorgeschichte
Die Gründung des Kinderdorfes, das den Namen Albert Schweitzers tragen sollte, geht auf die Initiative von Berliner Bürgern zurück. Sie hatten zu Beginn der 1960er Jahre zuvor den Verein Albert-Schweitzer-Kinderdorf e. V. ins Leben gerufen. Nach den Bau- und Umbauarbeiten weihte Albert Schweitzer das nach ihm benannte Kinderdorf und das gleichzeitig angefertigte Denkmal selbst ein. Das Richtfest für das Kinderdorf ist mit einer Audioaufnahme dokumentiert.
Das Denkmal ist eines der frühesten Albert-Schweitzer-Denkmale überhaupt. Bekannt sind noch das Denkmal am Kegelplatz in Weimar, das im Jahr 1968 fertiggestellt war sowie ein Albert-Schweitzer-Zitat auf einer Bronzeplatte am Friedensstein in  der Straße Alt-Müggelheim in Berlin-Müggelheim aus dem Jahr 2008.

## Beschreibung
Auf einem gemauerten Klinkersockel steht auf einer quadratischen Plinthe eine vollplastische Bronze-Büste Albert Schweitzers mit leicht idealisierten Gesichtszügen. An der Front des Sockels ist der Name Albert Schweitzers in großen Metallbuchstaben angebracht. An diesem Sockel lehnt auf der linken Seite ein in hellem Kunststein geformtes Relief mit einem Motiv aus dem Märchen Die Sterntaler aus der Märchensammlung der Brüder Grimm. Es zeigt eine fürsorgliche junge Mutter mit Kleinkind auf dem Schoß. Laut Stefanie Endlich entstand das Modell des Reliefs wahrscheinlich schon um das Jahr 1930 herum und wurde circa 1969 vom Bildhauer Wolfgang Niedner nachgegossen. Wer die Büste entworfen und geschaffen hat, ist nicht bekannt. Es soll sich um eine Künstlerin aus der DDR handeln.